# Coscinodon verticillatus
Coscinodon verticillatus là một loài Rêu trong họ Grimmiaceae. Loài này được (Hedw.) Brid. mô tả khoa học đầu tiên năm 1826.